# Higueras (Nuevo León)
Higueras es una localidad del estado mexicano de Nuevo León. Es cabecera del municipio de Higueras.

## Demografía
| Censo | Población |
| ----- | --------- |
| 1900  | 1251      |
| 1910  | 1025      |
| 1921  | 1080      |
| 1930  | 987       |
| 1940  | 1010      |
| 1950  | 647       |
| 1960  | 676       |
| 1970  | 810       |
| 1980  | 776       |
| 1990  | 918       |
| 1995  | 1057      |
| 2000  | 1214      |
| 2005  | 1281      |
| 2010  | 1462      |
| 2020  | 1287      |